# Кампаньоло, Туллио
Туллио Кампаньоло (итал. Tullio Campagnolo; 26 августа 1901, Виченца, Венеция — 3 февраля 1983, Виченца, Венеция) — итальянский велогонщик и изобретатель. Известен, как изобретатель велосипедного эксцентрика и основатель компании «Campagnolo».

## Хронология
- В 1922 году Кампаньоло начал свою любительскую карьеру в велоспорте.
- В 1930 году он запатентовал велосипедный эксцентрик, что стало стандартом для промышленности, дизайн используется по сей день.
- В 1933 году компания «Campagnolo» начала выпускать построенные на его изобретении велосипеды.
- Кроме того, в 1933 году он запатентовал раздвижной узел, переключатель передач, известный как 'Cambio Corsa'.
- В 1949 году Туллио представил новый современный переключатель передач на Миланской выставке.

## Биография
Туллио Кампаньоло родился в 1901 году в городе Виченца, в семье среднего класса. Туллио начал мастерить изобретения в магазине своего отца.
Был профессиональным велогонщиком, участвовал во многих гонках, таких как Джиро ди Ломбардия, Милан — Сан-Ремо и нескольких Олимпийских отборочных соревнованиях.

### Происхождение велосипедного эксцентрика
11 ноября 1927 года Кампаньоло проиграл гонку в итальянских Доломитах (Italian Dolomites) из-за того, что не смог быстро сменить колесо — на улице стоял сильный мороз, что помешало спортсмену открутить гайку-барашек. Поражение разозлило Туллио и он решил придумать новый способ крепления велосипедных колёс. Кампаньоло изобрёл велосипедный эксцентрик, позволяющий быстрое снятие колёса с креплений на раме. Это изобретение используется по сей день.

## Другие разработки Кампаньоло
Кампаньоло первым начал использовать новые материалы для велосипедных запчастей. В 1961 году Туллио стал первым производить велосипедные компоненты с помощью магниевого литья под низким давлением, также он использовал новые алюминиевые сплавы и титан. В 1966 году он запатентовал новый тип бутылочного штопора.

## Патенты
За свою жизнь Туллио Кампаньоло запатентовал множество изобретений.

## Спонсорство
Многие из титулованных велогонщиков использовали компоненты, производимые компанией «Campagnolo», в том числе Фаусто Коппи, Джино Бартали, Эдди Меркс, Бернар Ино, Грег Лемонд, Мигель Индурайн и Филипп Жильбер.

## В популярной культуре
«Туллио» является названием инструментальной композицией джаз-фьюжн гитариста Аллана Холдсуорта, с 1993 его студийный альбом Hard Hat Area. Сам Аллан катается на велосипеде с энтузиазмом.